# La Loma, Tezontepec de Aldama
La Loma är en ort i Mexiko.   Den ligger i kommunen Tezontepec de Aldama och delstaten Hidalgo, i den sydöstra delen av landet, 80 km norr om huvudstaden Mexico City. La Loma ligger 2 015 meter över havet och antalet invånare är 950.
Terrängen runt La Loma är varierad. Runt La Loma är det ganska tätbefolkat, med 214 invånare per kvadratkilometer. Närmaste större samhälle är Tezontepec de Aldama, 1,9 km nordväst om La Loma. Trakten runt La Loma består till största delen av jordbruksmark.